# 济阳县 (唐朝)
济阳县，中国古县名。
唐朝景龙元年（707年）置，治所在今山东省邹平县东北，属淄州。元和十五年（820年）废，并入高苑县。